# Galatasaray Spor Kulübü 2014-2015 (pallavolo femminile)
Questa voce raccoglie le informazioni riguardanti il Galatasaray Spor Kulübü nella stagione 2014-2015.

## Organigramma societario
Area direttiva
- Presidente: Duygun Yarsuvat

Area tecnica
- Allenatore: Massimo Barbolini
- Secondo allenatore: Ataman Güneyligil
- Assistente allenatore: Hakan Keçeli
- Scoutman: Mertcan Kır

## Rosa
| N° | Nome              | Ruolo | Data di nascita  | Nazionalità sportiva |
| -- | ----------------- | ----- | ---------------- | -------------------- |
| 2  | Ada Germen        | S     | 24 giugno 1997   | Turchia              |
| 3  | Nihan Yeldan      | L     | 7 febbraio 1982  | Turchia              |
| 5  | Mislina Kılıç     | S     | 30 marzo 1996    | Turchia              |
| 6  | Özge Yurtdagülen  | C     | 6 agosto 1993    | Turchia              |
| 7  | Floortje Meijners | S     | 16 gennaio 1987  | Paesi Bassi          |
| 8  | Aslı Kalaç        | C     | 13 dicembre 1995 | Turchia              |
| 9  | Caterina Bosetti  | S     | 2 febbraio 1994  | Italia               |
| 10 | Selvinaz Zengin   | C     | 3 giugno 1995    | Turchia              |
| 11 | Gamze Alikaya     | P     | 1º gennaio 1993  | Turchia              |
| 12 | Bihter Dumanoğlu  | L     | 3 febbraio 1995  | Turchia              |
| 13 | Nadia Centoni     | O     | 12 giugno 1981   | Italia               |
| 14 | Melis Gürkaynak   | C     | 20 aprile 1990   | Turchia              |
| 16 | Pelin Beydüz      | L     | 18 agosto 1996   | Turchia              |
| 17 | Nursevil Aydınlar | P     | 28 novembre 1995 | Turchia              |
| 18 | Ezgi Arslan       | O     | 23 marzo 1992    | Turchia              |

## Mercato
| Acquisti | Acquisti          | Acquisti  | Acquisti      |
| R.       | Nome              | da        | Modalità      |
| -------- | ----------------- | --------- | ------------- |
| S        | Mislina Kılıç     | giovanili | definitivo    |
| C        | Özge Yurtdagülen  | Yeşilyurt | fine prestito |
| S        | Floortje Meijners | River     | definitivo    |
| S        | Caterina Bosetti  | Osasco    | definitivo    |
| C        | Selvinaz Zengin   | giovanili | definitivo    |
| O        | Nadia Centoni     | RC Cannes | definitivo    |
| C        | Melis Gürkaynak   | VakıfBank | definitivo    |
| L        | Pelin Beydüz      | giovanili | definitivo    |

| Cessioni | Cessioni            | Cessioni      | Cessioni   |
| R.       | Nome                | a             | Modalità   |
| -------- | ------------------- | ------------- | ---------- |
| C        | Ergül Avcı          | İdman Ocağı   | definitivo |
| C        | Sinem Yıldız        | Beşiktaş      | definitivo |
| S        | Dobriana Rabadžieva | Volero Zurigo | definitivo |
| O        | Madelaynne Montaño  | Fenerbahçe    | definitivo |
| C        | Stefana Veljković   | Chemik Police | definitivo |
| S        | Saori Kimura        | Toray Arrows  | definitivo |
| S        | Neriman Özsoy       | Imoco         | definitivo |
| P        | Eleonora Lo Bianco  | Fenerbahçe    | definitivo |

## Risultati

### Voleybol 1. Ligi

#### Regular season

##### Andata
| 1ª giornata - 25 ottobre 2014 Yeşilyurt Spor Salonu, Istanbul                 | Yeşilyurt   | 0 - 3 | Galatasaray | 21-25, 17-25, 21-25              |
| 2ª giornata - 1 novembre 2014 Burhan Felek Spor Salonu, Istanbul              | Galatasaray | 0 - 3 | Fenerbahçe  | 19-25, 25-27, 13-25              |
| 3ª giornata - 4 novembre 2014 BJK Akatlar Arena, Istanbul                     | Beşiktaş    | 1 - 3 | Galatasaray | 20-25, 25-23, 15-25, 20-25       |
| 4ª giornata - 8 novembre 2014 TVF 50. Yıl Spor Salonu, Istanbul               | Galatasaray | 3 - 0 | Çanakkale   | 25-16, 25-7, 27-25               |
| 5ª giornata - 16 novembre 2014 Bahçeköy Orman Fakültesi Spor Salonu, Istanbul | Sarıyer     | 2 - 3 | Galatasaray | 9-25, 26-28, 25-23, 25-17, 13-15 |
| 6ª giornata - 22 novembre 2014 Burhan Felek Spor Salonu, Istanbul             | Galatasaray | 1 - 3 | Nilüfer     | 19-25, 25-21, 22-25, 18-25       |
| 7ª giornata - 29 novembre 2014 Burhan Felek Spor Salonu, Istanbul             | Galatasaray | 3 - 0 | İdman Ocağı | 25-18, 25-18, 25-23              |
| 8ª giornata - 2 dicembre 2014 Cengiz Göllü Kapalı Spor Salonu, Bursa          | Bursa BB    | 1 - 3 | Galatasaray | 25-22, 19-25, 15-25, 18-25       |
| 9ª giornata - 6 dicembre 2014 Burhan Felek Spor Salonu, Istanbul              | Galatasaray | 1 - 3 | Eczacıbaşı  | 25-22, 20-25, 15-25, 22-25       |
| 10ª giornata - 14 dicembre 2014 Burhan Felek Spor Salonu, Istanbul            | VakıfBank   | 3 - 0 | Galatasaray | 25-18, 29-27, 31-29              |
| 11ª giornata - 20 dicembre 2014 Burhan Felek Spor Salonu, Istanbul            | Galatasaray | 3 - 1 | İlbank      | 25-15, 25-17, 15-25, 25-20       |

##### Ritorno
| 12ª giornata - 29 gennaio 2015 Burhan Felek Spor Salonu, Istanbul        | Galatasaray | 3 - 0 | Yeşilyurt   | 25-13, 25-19, 25-17               |
| 13ª giornata - 18 gennaio 2015 Burhan Felek Spor Salonu, Istanbul        | Fenerbahçe  | 3 - 0 | Galatasaray | 25-19, 25-20, 27-25               |
| 14ª giornata - 25 gennaio 2015 Burhan Felek Spor Salonu, Istanbul        | Galatasaray | 3 - 2 | Beşiktaş    | 22-25, 27-25, 25-23, 23-25, 15-10 |
| 15ª giornata - 1 febbraio 2015 Anafartalar Spor Salonu, Çanakkale        | Çanakkale   | 1 - 3 | Galatasaray | 23-25, 25-23, 22-25, 24-26        |
| 16ª giornata - 6 febbraio 2015 Burhan Felek Spor Salonu, Istanbul        | Galatasaray | 2 - 3 | Sarıyer     | 25-23, 22-25, 23-25, 25-22, 13-15 |
| 17ª giornata - 15 febbraio 2015 Cengiz Göllü Kapalı Spor Salonu, Bursa   | Nilüfer     | 0 - 3 | Galatasaray | 26-28, 19-25, 21-25               |
| 18ª giornata - 21 febbraio 2015 Trabzon 19 Mayıs Spor Salonu, Trebisonda | İdman Ocağı | 1 - 3 | Galatasaray | 18-25, 25-18, 19-25, 20-25        |
| 19ª giornata - 1 marzo 2015 Burhan Felek Spor Salonu, Istanbul           | Galatasaray | 3 - 0 | Bursa BB    | 25-18, 25-16, 25-20               |
| 20ª giornata - 7 marzo 2015 Eczacıbaşı Spor Salonu, Istanbul             | Eczacıbaşı  | 3 - 1 | Galatasaray | 25-17, 26-28, 25-23, 25-18        |
| 21ª giornata - 15 marzo 2015 Burhan Felek Spor Salonu, Istanbul          | Galatasaray | 1 - 3 | VakıfBank   | 25-23, 22-25, 18-25, 13-25        |
| 22ª giornata - 22 marzo 2015 Başkent Voleybol Salonu, Ankara             | İlbank      | 1 - 3 | Galatasaray | 25-18, 24-26, 22-25, 21-25        |

#### Play-off scudetto
| Quarti di finale (gara 1) - 15 aprile 2015 Cengiz Göllü Kapalı Spor Salonu, Bursa | Nilüfer     | 0 - 3 | Galatasaray | 22-25, 18-25, 8-25               |
| Quarti di finale (gara 2) - 18 aprile 2015 Burhan Felek Spor Salonu, Istanbul     | Galatasaray | 3 - 1 | Nilüfer     | 23-25, 25-16, 25-17, 25-19       |
| Final four (gara 1) - 22 aprile 2015 İzmir Atatürk Spor Salonu, Smirne            | VakıfBank   | 3 - 1 | Galatasaray | 25-23, 24-26, 25-23, 25-22       |
| Final four (gara 2) - 23 aprile 2015 İzmir Atatürk Spor Salonu, Smirne            | Galatasaray | 1 - 3 | Fenerbahçe  | 12-25, 18-25, 25-22, 28-30       |
| Final four (gara 3) - 24 aprile 2015 İzmir Atatürk Spor Salonu, Smirne            | Eczacıbaşı  | 3 - 0 | Galatasaray | 25-22, 25-18, 25-19              |
| Final four (gara 4) - 29 aprile 2015 Başkent Voleybol Salonu, Ankara              | Galatasaray | 2 - 3 | Eczacıbaşı  | 25-20, 17-25, 21-25, 28-26, 6-15 |
| Final four (gara 5) - 30 aprile 2015 Başkent Voleybol Salonu, Ankara              | Fenerbahçe  | 3 - 1 | Galatasaray | 21-25, 25-23, 25-14, 25-18       |
| Final four (gara 6) - 1 maggio 2015 Başkent Voleybol Salonu, Ankara               | Galatasaray | 3 - 2 | VakıfBank   | 18-25, 25-22, 20-25, 26-24, 15-8 |

### Coppa di Turchia

#### Fase a eliminazione diretta
| Quarti di finale (andata) - 19 novembre 2014 Anafartalar Spor Salonu, Çanakkale  | Çanakkale   | 0 - 3 | Galatasaray | 17-25, 23-25, 24-26               |
| Quarti di finale (ritorno) - 26 febbraio 2015 Burhan Felek Spor Salonu, Istanbul | Galatasaray | 3 - 1 | Çanakkale   | 25-16, 25-14, 21-25, 25-15        |
| Semifinali - 11 aprile 2015 Başkent Voleybol Salonu, Ankara                      | VakıfBank   | 3 - 2 | Galatasaray | 25-12, 16-25, 18-25, 25-19, 15-13 |

### Coppa CEV

#### Fase a eliminazione diretta
| Sedicesimi di finale (andata) - 11 novembre 2014 Burhan Felek Spor Salonu, Istanbul | Galatasaray      | 3 - 0 | Le Cannet        | 25-21, 25-20, 25-21                          |
| Sedicesimi di finale (ritorno) - 26 novembre 2014 Gymnase Maillan, Le Cannet        | Le Cannet        | 2 - 3 | Galatasaray      | 15-25, 21-25, 25-19, 25-13, 9-15             |
| Ottavi di finale (andata) - 11 dicembre 2014 Burhan Felek Spor Salonu, Istanbul     | Galatasaray      | 3 - 1 | Olympiakos       | 23-25, 25-22, 25-16, 25-22                   |
| Ottavi di finale (ritorno) - 16 dicembre 2014 Melina Merkourī Hall, Rentis          | Olympiakos       | 0 - 3 | Galatasaray      | 22-25, 23-25, 22-25                          |
| Quarti di finale (andata) - 14 gennaio 2015 Hala Centrum, Dąbrowa Górnicza          | MKS              | 3 - 2 | Galatasaray      | 25-17, 20-25, 25-21, 17-25, 15-9             |
| Quarti di finale (ritorno) - 22 gennaio 2015 Burhan Felek Spor Salonu, Istanbul     | Galatasaray      | 3 - 0 | MKS              | 25-19, 25-11, 25-20                          |
| Challenge round (andata) - 4 marzo 2015 Blinov S&C Complex, Omsk                    | Omička           | 3 - 0 | Galatasaray      | 25-19, 28-26, 25-22                          |
| Challenge round (ritorno) - 10 marzo 2015 Burhan Felek Spor Salonu, Istanbul        | Galatasaray      | 3 - 1 | Omička           | 25-13, 25-27, 25-23, 25-15 Golden set: 15-12 |
| Semifinale (andata) - 24 marzo 2015 Ergo Arena, Sopot                               | Atom Trefl Sopot | 3 - 0 | Galatasaray      | 25-20, 25-22, 25-19                          |
| Semifinale (ritorno) - 28 marzo 2015 Burhan Felek Spor Salonu, Istanbul             | Galatasaray      | 2 - 3 | Atom Trefl Sopot | 25-18, 29-27, 26-28, 29-31, 13-15            |

## Statistiche

### Statistiche di squadra
| Competizione     | Punti | In casa | In casa | In casa | In trasferta | In trasferta | In trasferta | Totale | Totale | Totale |
| Competizione     | Punti | G       | V       | P       | G            | V            | P            | G      | V      | P      |
| ---------------- | ----- | ------- | ------- | ------- | ------------ | ------------ | ------------ | ------ | ------ | ------ |
| Voleybol 1. Ligi | 43,8  | 12      | 7       | 5       | 12           | 9            | 3            | 30     | 17     | 13     |
| Coppa di Turchia | -     | 1       | 1       | 0       | 1            | 1            | 0            | 3      | 2      | 1      |
| Coppa CEV        | -     | 5       | 4       | 1       | 5            | 2            | 3            | 10     | 6      | 4      |
| Totale           | -     | 18      | 12      | 6       | 18           | 12           | 6            | 43     | 25     | 18     |

G = partite giocate; V = partite vinte; P = partite perse

### Statistiche dei giocatori
| Giocatore      | Campionato | Campionato | Campionato | Campionato | Campionato | Coppa di Turchia | Coppa di Turchia | Coppa di Turchia | Coppa di Turchia | Coppa di Turchia | Coppa CEV | Coppa CEV | Coppa CEV | Coppa CEV | Coppa CEV | Totale | Totale | Totale | Totale | Totale |
| Giocatore      | P          | PT         | AV         | MV         | BV         | P                | PT               | AV               | MV               | BV               | P         | PT        | AV        | MV        | BV        | P      | PT     | AV     | MV     | BV     |
| -------------- | ---------- | ---------- | ---------- | ---------- | ---------- | ---------------- | ---------------- | ---------------- | ---------------- | ---------------- | --------- | --------- | --------- | --------- | --------- | ------ | ------ | ------ | ------ | ------ |
| G. Alikaya     | 29         | 77         | 22         | 11         | 44         | 3                | 7                | 2                | 3                | 2                | 10        | 20        | 2         | 5         | 13        | 42     | 104    | 26     | 18     | 59     |
| E. Arslan      | 16         | 43         | 36         | 2          | 5          | 3                | 21               | 15               | 2                | 4                | 4         | 19        | 16        | 2         | 1         | 23     | 83     | 67     | 6      | 10     |
| N. Aydınlar    | 28         | 13         | 4          | 5          | 4          | 2                | 1                | 0                | 1                | 0                | 9         | 9         | 0         | 8         | 1         | 39     | 23     | 4      | 14     | 5      |
| P. Beydüz      | 2          | 0          | 0          | 0          | 0          | 1                | 1                | 0                | 1                | 0                | -         | -         | -         | -         | -         | 3      | 1      | 0      | 1      | 0      |
| C. Bosetti     | 28         | 316        | 246        | 33         | 37         | 3                | 29               | 23               | 2                | 4                | 10        | 108       | 83        | 17        | 8         | 41     | 453    | 352    | 52     | 49     |
| N. Centoni     | 28         | 472        | 417        | 38         | 17         | 2                | 34               | 32               | 2                | 0                | 9         | 195       | 168       | 20        | 7         | 39     | 701    | 617    | 60     | 24     |
| B. Dumanoğlu   | 22         | 0          | 0          | 0          | 0          | 1                | 0                | 0                | 0                | 0                | 6         | 0         | 0         | 0         | 0         | 29     | 0      | 0      | 0      | 0      |
| A. Germen      | 8          | 16         | 14         | 0          | 2          | 1                | 3                | 2                | 0                | 1                | 1         | 0         | 0         | 0         | 0         | 10     | 19     | 16     | 0      | 3      |
| M. Gürkaynak   | 30         | 160        | 65         | 72         | 23         | 2                | 6                | 4                | 2                | 0                | 9         | 46        | 17        | 21        | 8         | 41     | 212    | 86     | 95     | 31     |
| A. Kalaç       | 25         | 213        | 141        | 55         | 17         | 3                | 32               | 23               | 6                | 3                | 10        | 90        | 51        | 31        | 8         | 38     | 335    | 215    | 92     | 28     |
| M. Kılıç       | 2          | 1          | 1          | 0          | 0          | 1                | 0                | 0                | 0                | 0                | 1         | 1         | 1         | 0         | 0         | 4      | 2      | 2      | 0      | 0      |
| F. Meijners    | 30         | 503        | 421        | 40         | 42         | 3                | 52               | 38               | 4                | 10               | 10        | 157       | 131       | 12        | 14        | 43     | 712    | 590    | 56     | 66     |
| N. Yeldan      | 30         | 1          | 1          | 0          | 0          | 3                | 0                | 0                | 0                | 0                | 10        | 0         | 0         | 0         | 0         | 43     | 1      | 1      | 0      | 0      |
| Ö. Yurtdagülen | 15         | 35         | 13         | 20         | 2          | 2                | 10               | 6                | 4                | 0                | 5         | 6         | 0         | 6         | 0         | 22     | 51     | 19     | 30     | 2      |
| S. Zengin      | 0          | 0          | 0          | 0          | 0          | 0                | 0                | 0                | 0                | 0                | -         | -         | -         | -         | -         | 0      | 0      | 0      | 0      | 0      |

P = presenze; PT = punti totali; AV = attacchi vincenti; MV = muri vincenti; BV = battute vincenti